# Аналой

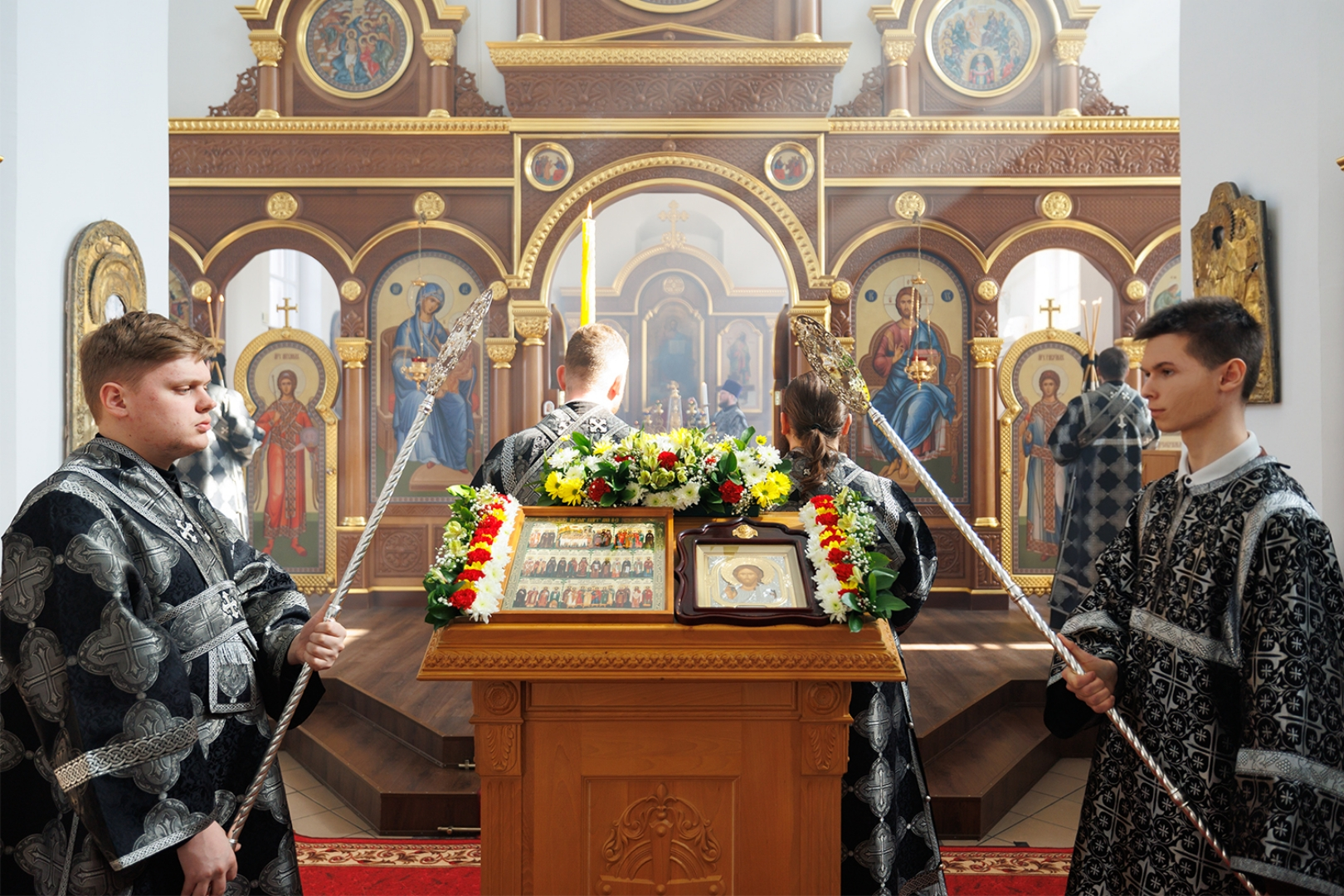
Аналой в храме Русской православной церкви.

Анало́й, или анало́гий (др.-греч. ἀναλογέιον, ἀναλόγιον — подставка для икон и книг) — употребляемый при богослужении высокий четырёхугольный столик с покатым верхом; иногда аналои бывают складными (разножки).

## Назначение
Аналой стоит посреди каждого православного храма перед иконостасом. На него кладётся либо праздничная икона, в период празднования того или иного церковного праздника, либо икона, соответствующая посвящению придела, либо святцы (кивот с чередующимися вкладышами икон всех святых и непереходящих праздников). Такой аналой называется проскинита́рием (προσκυνητάριον — в афонских храмах над ним устраивают кивории). При совершении обряда елеопомазания во время богослужения на этом аналое лежит либо праздничная икона, либо Евангелие. Другие аналои могут находиться в различных частях храма, в алтаре (слева от престола), на клиросе (на хорах) в качестве пюпитров для подставки богослужебных книг и нот певцам и чтецам псалмов и молитв. Употребляется аналой и при совершении таинств и обрядов: исповеди, венчания, крещения, соборования, отпевания, пострижения в монашество, молебнов и других. В этом случае аналой покрывается ризой, и на него кладутся крест и Евангелие. Аналой также используется диаконом на амвоне для чтения Евангелия во время литургии. В некоторых храмах на аналоях прихожане даже пишут записки (о здравии и за упокой) на проскомидию, панихиду или молебны.
Аналой может иметь форму многостороннего столба, увенчанного многогранной вращающейся пирамидой, и даже форму голубя. Подобные аналои используются в греческой клиросной певческой практике. Клиросные аналои одновременно могут быть для одного, двух, четырёх или шести певчих. Аналой может быть выполнен как из различных пород дерева, тканей, латуни (бронзы), так и из камня.